# Rapadama-T
Pour les articles homonymes, voir Rapadama (homonymie).
Ne doit pas être confondu avec Rapadama-Peulh.
Rapadama-T est une commune rurale située dans le département de Zam de la province du Ganzourgou dans la région Plateau-Central au Burkina Faso.

## Géographie
Rapadama-T est situé à environ 10 km au sud-ouest de Zam, le chef-lieu du département, et à 35 km à l'ouest de Zorgho, le chef-lieu de la province. La ville est traversée par la route nationale 4 qui relie  Ouagadougou à la frontière nigérienne.

## Économie
Du fait de sa position sur la RN 4, Rapadama-T est un centre d'échanges commerciaux notamment avec tous les villages AVV de Rapadama présents au sud.

## Santé et éducation
Rapadama-T accueille un centre de santé et de promotion sociale (CSPS) tandis que le centre médical avec antenne chirurgicale (CMA) se trouve à Zorgho.
Le village possède une école primaire publique.